# 1991 в Україні
24 серпня — День Нежалежності України.

## Події
- 12 лютого: відновлення Кримської АРСР
- 24 серпня: Верховна Рада УРСР ухвалила Акт проголошення незалежності України
- 30 серпня: перша заборона Верховною Радою України Комуністичної партії України
- 19 вересня: відродження в історичних стінах Національного університету «Києво-Могилянська академія»
- 30 вересня: початок першого призову громадян України до Збройних сил України
- 1-3 листопада: помісний собор УПЦ у Києво-Печерській лаврі під головуванням митрополита Філарета (Денисенка) виступає за автокефалію
- Листопад: введення в обіг додаткової валюти — відрізних одноразових купонів.
- 1 грудня: Всеукраїнський референдум щодо незалежності України (Взяло участь 83 % виборців, з яких «За» проголосувало 90 %) і перші вибори Президента України, на яких обрано Л. Кравчука (62 % голосів, найближчий суперник, лідер НРУ В. Чорновіл — 23 %).
- 2 грудня: Україну визнала перша держава — Польща
- 3 грудня: Україну визнала Канада
- 4 грудня: Україну визнали Росія й Угорщина
- 5 грудня: Головою Верховної ради України обрано І. С. Плюща. Україну визнала Болгарія
- 6 грудня: утворення Збройних сил України
- 10 грудня: Україну визнала Естонія
- 20 грудня: Україну визнала Швеція
- 26 грудня: Україну визнали США, Куба, Бразилія, Ізраїль.